# ماریپورت
latitudeماریپورتlongitudeماریپورت
ماریپورت (به انگلیسی: Maryport) یک شهرک در بریتانیا است که در انگلستان واقع شده‌است.

## خصوصیات
ماریپورت ۱۱٬۲۷۵ نفر جمعیت دارد.